# Kenneth Muse
Kenneth Muse (Carolina del Nord, 26 luglio 1910 – Templeton, 26 luglio 1987) è stato un animatore statunitense. È conosciuto principalmente per il suo lavoro sulla serie Tom & Jerry alla MGM.

## Biografia
Kenneth Muse nacque nella Carolina del Nord il 26 luglio 1910. All'inizio della sua carriera lavorò brevemente alla Walt Disney Productions, dove fu assistente di Preston Blair in Fantasia (contribuì ad animare le scene de L'apprendista stregone). Egli fornì animazione anche per Pinocchio (la sequenza di "Mai mi legherai") e vari cartoni animati di Topolino come Pluto viaggiatore clandestino (1940), La festa di compleanno di Topolino (1942) e L'ora della sinfonia (1942).
Muse lasciò la Disney durante lo sciopero del 1941 e si unì allo studio di animazione della Metro-Goldwyn-Mayer insieme ai colleghi animatori Ray Patterson, Preston Blair, Ed Love, Walter Clinton e Grant Simmons. Venne assegnato all'unità di William Hanna e Joseph Barbera, dove rimase per 17 anni e animò gran parte dei corti della serie Tom & Jerry. Muse animò anche Jerry Mouse che balla con un Gene Kelly in live-action nel musical del 1945 Due marinai e una ragazza (Canta che ti passa).
Quando la MGM chiuse il suo studio di animazione nel 1957, Muse si unì ai suoi ex capi nella loro nuova società, la Hanna-Barbera. Fu uno degli animatori più prolifici della società tra la fine degli anni '50 e i primi anni '60. Animò molti programmi e sequenze importanti, tra cui il cortometraggio pilota The Flagstones, da cui venne venduta la serie Gli Antenati, così come la sigla originale della serie (quella con la strumentale "Rise and Shine" vista nelle prime due stagioni). Muse animò interamente anche il primo episodio prodotto della serie, "Due amici e una piscina" (durante la prima stagione gli episodi venivano assegnati a un animatore, che aveva solo circa quattro settimane ciascuno per il loro completamento). Altri primi episodi animati interamente da Muse sono "Che musica ragazzi", "Il divo" e "Il magnate". Muse animò anche la sigla di Top Cat (1961). In un periodo di tre decenni fornì animazione per quasi tutte le serie televisive animate della Hanna-Barbera, tra cui Braccobaldo Show (1958), Gli Antenati (1960), L'orso Yoghi (1961), Top Cat (1961), I Pronipoti (1962), Wacky Races (1968), La furia di Hong Kong (1974), Jabber Jaw (1976) e Challenge of the Super Friends (1978).
Muse era il patrigno della cantautrice Judee Sill, con la quale ebbe un rapporto teso. Morì il 26 luglio 1987, il giorno del suo settantasettesimo compleanno, a Templeton.